# ライオンのお買い物ドンドン
『ライオンのお買い物ドンドン』（ライオンのおかいものドンドン）は、1980年代にテレビ宮崎で毎週土曜日夕方に放送されていた宮崎県のローカル番組。ライオンの一社提供である。

## 概要
参加者たちが4つのゲームで競っていた視聴者参加型番組で、収録は宮崎県内にあるスーパーマーケットで行われていた。2週録りで、前半の2つのゲームで1週分が放送され、後半の2つのゲームでもう1週分が放送された。
番組冒頭ではまずライオンの吠え声が入り、その後にタイトルコールとスポンサー紹介を経て番組本編へと入っていた。参加チームは1チーム2人の合計5チーム。優勝したチームには優勝賞金1万円が贈呈された。番組の最後には視聴者プレゼントがあり、後半1週分の放送では次回の収録現場となるスーパーを予告していた。
オープニングBGMにはスカイキッドのアレンジ版が使用されていた。

## ゲームの内容
第1関門：お買い物ゲーム
制限時間内に5000円上限で買い物をするゲームで、実際に買い物した金額をアシスタントが読み上げた。会計を5000円以内に収めたチームには、参加賞としてそれらを持ち帰りできた。ただしこれには条件があり、開催スーパーのおすすめ商品と放送週のライオン製品を必ず買わなければならないルールとなっていた。5000円に近いチームほど得点が高くなり、遠いチームほど得点が低くなる。5000円を超えた場合には0点となる。
第2関門：歌手名当てゲーム
流れる曲のイントロから歌手の名前を当てるゲーム。真ん中に置いてあるマイクを1番早く取ったチームが解答権を得られた。正解したら得点が1点与えられた。間違った場合には来客が答えを言う。
第3関門：うまいものクイズ
ある1つの食材をテーマにしたクイズを出題。出題はすべて○×問題方式だった。正解したら得点が各問題1点与えられた。
第4関門：体重当てゲーム
お買い物ゲームで買い物した商品の重さと自分の体重の合計を当てるゲーム。まず合計が何キロかを予想する。その後に実際に体重計に乗って何キロなのかを披露する。予想と実際が同じになった場合にはピタリ賞として賞金1万円が贈呈された。なお、第4関門は得点減点方式であり、例えば予想が50キロで、実際が53キロの場合には3点減点された。予想と実際が同じだった場合には減点されなかった。

## 出演者

### 司会者
- 相田久雄（初代）
- マー坊（重信優）（2代目）

### アシスタント（ライオンギャル）
- 戸澤真帆（2代目）